# MV Rachel Corrie
El MV Rachel Corrie es un buque mercante operado por Free Gaza Movement. Su nombre original era MV Linda

## Historial
El buque, fue construido en astilleros alemanes en 1968. Fue utilizado por Guinness para exportar cerveza desde Gran Bretaña antes de convertirlo en granelero.
Desde 1999 hasta 2009, el buque, había sido dedicado al transporte de Madera desde Dundalk a la zona del báltico. A finales de julio de ese año, el buque, registrado en Camboya y su tripulación, fueron abandonados por sus anteriores propietarios, Forestry Shipping, de Riga, una compañía que había quebrado. La tripulación, fue abandonada con un día de alimentos, y retrasos en sus salarios que totalizaban 42.000 €. Con la ayuda de la International Transport Workers' Federation (ITF), afiliada a la unión irlandesa SIPTU, los tripulantes fueron repatriados a sus países de origen en noviembre de 2009.
Tras ser intervenido por los tribunales de justicia en nombre de la ITF, el buque, fue vendido en subasta pública en Dundalk por 70 000 € a la organización pro-derechos humanos Free Gaza el 30 de marzo de 2010. Lo que permitió a la ITF pagar los salarios adeudados a la tripulación. Fue puesto a punto en Brown's Quay en Dundalk, Irlanda, para su uso en un viaje a Gaza. Durante esta puesta a punto, una cantidad significativa de equipos de navegación, con valor comprendido entre 15 000 y 20 000 € fue robada del buque. Fue renombrado en honor a Rachel Corrie, una activista estadounidense asesinada por un bulldozer blindado israelí en 2003 y botado de Nuevo el 12 de mayo de 2010.
El buque, formaba parte de la flotilla que puso rumbo a la franja de Gaza con la intención de romper el bloqueo israelí, con la misión de transportar ayuda humanitaria. En concreto, el Rachel Corrie transportaba una carga de cemento. El 26 de mayo partió desde Irlanda, pero debido a problemas mecánicos, no pudo llegar al punto de encuentro en la fecha acordada; cuando la flotilla fue asaltada por comandos israelíes, el buque se encontraba navegando a la altura de Malta. Tras reunirse a bordo, los 11 tripulantes, decidieron continuar con el viaje con rumbo a Gaza a pesar de las advertencias de Israel.
El Rachel Corrie, fue abordado por tropas israelíes en aguas internacionales a las 12:00 del 5 de junio de 2010, sin que se produjeran incidentes